# De tribus impostoribus
De tribus impostoribus (deutsch: „Über die drei Betrüger“) ist ein von Mythen umranktes religionskritisches Werk. Die Sprengkraft dieses legendären Werkes liegt in seinem konzisen Titel De Tribus Impostoribus: Die drei abrahamitischen Religionsstifter Moses, Jesus und Mohammed werden als Betrüger dargestellt. Das seit dem Mittelalter erwähnte Werk ist nicht mehr erhalten oder hat nie existiert. Ein unter ähnlichem Titel veröffentlichtes lateinisches Werk (De imposturis religionum) sowie ein anonymes französischsprachiges Pamphlet (Traité des trois imposteurs: Moïse, Jésus-Christ, Mahomet oder L’Esprit de Spinoza) wurden im 18. Jahrhundert gedruckt.

## Verschollenes Werk: De tribus impostoribus

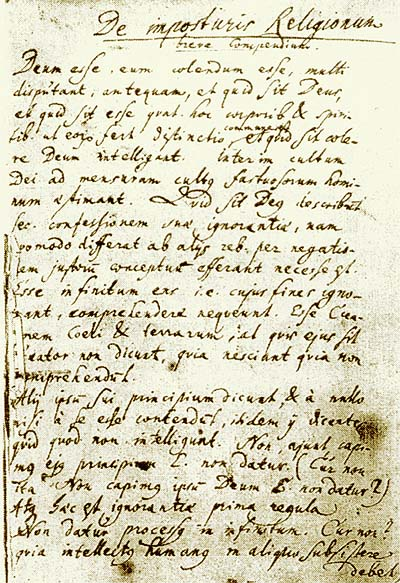
Johann Joachim Müller: De imposturis religionum, 1598 (recte 1688), in Wien, Österreichische Nationalbibliothek, Manuskript cod. 10450

Die erste Erwähnung findet sich 1239 in einem Brief Papst Gregors IX., in dem er Kaiser Friedrich II. ein solches Werk zuschreibt. Laut Tommaso Campanella erschien die erste Ausgabe 1538, und auch andere Zeugen erklärten, das Buch schon vor 1598 gelesen zu haben (und natürlich wollen sie dieses gotteslästerliche Werk verbrannt haben). Allerdings finden sich in keiner Quelle Inhaltsangaben oder Zitate, und trotz intensiver Suche wurde nie ein Manuskript gefunden.
Bei Matthäus Paris findet man den Vorwurf gegen Friedrich II.: „Drei Betrüger hätten, um in der Welt zu herrschen, ihre Zeitgenossen mit List und Verschlagenheit getäuscht und das gesamte Volk verführt, nämlich Moses, Jesus und Mohammed.“
Der angebliche Text wurde möglicherweise angeregt durch Maimonides, der in seinem Brief in den Jemen Jesus, Paulus und Mohammed als drei Betrüger bezeichnet. Im Hintergrund stehen dabei Theorien islamischer Freidenker des 9. und 10. Jahrhunderts. Dazu zählt das Buch der siebten Erreichung (Kitâb as-sijâsa oder Kitâb al-balâg as-sâbi), das angeblich aus dem Umkreis der Qarmaten stammte. Erstmals erwähnt wurde dieses Werk kurz nach 983. Darin wurden die Gebote von Judentum, Christentum und Islam für aufgehoben erklärt sowie die Grundlagen aller drei Offenbarungsreligionen gleichermaßen angezweifelt: Es gebe weder Sünde noch ein Leben nach dem Tod.

### Verfasser
Als Autoren des bzw. eines Traktats De tribus impostoribus wurden seit dem Mittelalter viele Menschen verdächtigt. Zu den Bekanntesten gehören: Kaiser Friedrich II. oder sein Kanzler Petrus de Vinea, Abu Tahir Al-Djannabi (907–944),  der Herrscher des Qarmaten-Staates in Bahrain, Simon de Tournai (c. 1130–1201),  Guillaume Postel, Jan Nachtegal, Averroes, Petrus Pomponatius, Pietro Aretino, Michael Servet, Gerolamo Cardano, Niccolò Machiavelli, François Rabelais, Erasmus von Rotterdam, John Milton, Matthias Knutzen, Angelus Merula, Giordano Bruno, Tommaso Campanella, Giovanni Boccaccio, Paul Henri Thiry d’Holbach, Sa'd ibn Mansur ibn Kammuna, Uriel da Costa, Baruch Spinoza.

## Lateinisches Manuskript: De imposturis religionum
1716 wurde ein Text unter dem Titel De imposturis religionum bekannt, als bei der Versteigerung der Bibliothek des Greifswalder Theologen Johann Friedrich Mayer ein solches Manuskript für den Prinzen Eugen von Savoyen erworben wurde. Aus dessen Besitz ging das Manuskript (sog. Wiener Handschrift) in den Besitz der Hofbibliothek Wien (heute Österreichische Nationalbibliothek, Cod. Nr. 10450) über. Die erste, 1753 beim Wiener Drucker Straube gedruckte Ausgabe De imposturis religionum trägt das fiktive Erscheinungsjahr 1598. Der Text behandelt aber nicht alle drei Religionen, sondern nur das Christentum; daher hat man in der Forschung lange angenommen, dass der anonyme Autor sein Buch nicht fertigstellen konnte. „Der Traktat war einer der verbreitetsten Texte der radikalen Untergrundliteratur.“ Zahlreiche Freidenker der Aufklärung ließen sich durch ihn inspirieren. Im Jahre 1761 erstellte Johann Christian Edelmann (1698–1767) eine kommentierte deutsche Übersetzung.

### Verfasser
Als Autor des tatsächlich gedruckten Buchs De tribus impostoribus soll nach Wolfgang Gericke der Genfer Bürger Jacques Gruet in Frage kommen. Darauf ließe die Polemik gegen Calvin schließen. Mit dessen Billigung wurde Gruet 1547 in Genf hingerichtet. Der Philosophiehistoriker Friedrich Niewöhner kommt zu dem Ergebnis, dass es sich bei dem Verfasser des Buches, auch wenn er sich nicht genau identifizieren lässt, um einen Marranen der zweiten oder dritten Generation handeln müsse.
Nach nun entdeckten Indizien schrieb den Text im Jahr 1688 der Hamburger Jurist Johannes Joachim Müller (1661–1733), Enkel des bekannten Hamburger Theologen Johannes Müller (1598–1672), der seinerseits in seinem Werk Atheismus devictus einen Druck von Nachtigal 1610 erwähnt. Auch Winfried Schröder gibt Belege für die Urheberschaft Johannes Joachim Müllers.

## Französisches Pamphlet: Traité des trois imposteurs
Der anonyme französischsprachige, religionskritische Traité des trois imposteurs: Moïse, Jésus-Christ, Mahomet (deutsch: „Traktat über die drei Betrüger: Moses, Jesus Christus, Mohammed“) oder L’Esprit de Spinoza (deutsch: „Der Geist Spinozas“) ist ein Schlüsseldokument der materialistisch-atheistischen Radikalaufklärung. Auch dieses Werk gibt sich als eine Übersetzung des legendären mittelalterlichen Werkes aus. Es hat mit der lateinischen De tribus impostoribus-Version nur den Titel gemein.
Der Erstdruck des französischen Werkes erschien  1719 unter dem doppelten Titel La Vie et L’Esprit de Mr. Benoit (sic!) de Spinosa (sic!) in Den Haag. Dieses blasphemische Pamphlet wird nach dem aktuellen Forschungsstand (2015) auf den Zeitraum zwischen 1677 und 1700 datiert: Zur Bedeutung des Textes schreibt Schröder: „Philosophiegeschichtlich bedeutsam ist vor allem der Einfluß des Traité auf den seit der Mitte des 18. Jahrhunderts sich formierenden französischen Materialismus. Der Traité liest sich geradezu wie die straffe Skizze des breit ausgeführten Systemè de la nature Holbachs.“

### Verfasser
Silvia Berti sieht im niederländischen Juristen Jan Vroese (1672–1725) den Autor des Werkes,; Raoul Vaneigem nennt in seiner Werkausgabe als möglichen Autor den französischen Hugenotten-Flüchtling Jean Rousset de Missy; für Winfried Schröder, Miguel Benítez, Bertram Eugene Schwarzbach und Andrew W. Fairbairn hingegen bleibt die Frage nach der Verfasserschaft völlig offen.